# Tage des Donners
Tage des Donners (Originaltitel: Days of Thunder) ist ein US-amerikanischer Spielfilm von Tony Scott aus dem Jahr 1990 mit Tom Cruise in der Hauptrolle. Der Film wurde vom 11. Dezember 1989 bis zum 7. Mai 1990 gedreht und startete am 27. Juni 1990 im Verleih von Paramount Pictures in den US-amerikanischen Kinos. Für die Produktion waren die US-amerikanische Don Simpson/Jerry Bruckheimer Films sowie Paramount Pictures verantwortlich. In der Bundesrepublik Deutschland wurde der Film am 20. September 1990 veröffentlicht.

## Handlung
Autohändler Tim Daland will mitten in der Saison mit einem eigenen NASCAR-Team antreten und fährt nach South Carolina, um Harry Hogge zu treffen. Harry lehnt ab, für Tim Daland ein Auto zu bauen. Tim erzählt, dass es auch keine Untersuchung wegen des Unfalls seines ehemaligen Fahrers Buddy Bretherton gibt.
Harry trifft auf eine von Tim angemietete Rennstrecke, wo Rowdy Burns gerade seine Runden dreht. Harry bedankt sich bei Rowdy, dass er seinen Wagen zur Verfügung stellt. Da taucht der junge und ungestüme Rennfahrer Cole Trickle auf. Harry scheint nicht überzeugt zu sein von Cole und will ihn nicht fahren lassen, da er ihn für nicht gut genug hält. Cole bittet um eine Chance. Harry lässt sich darauf ein und gibt Cole noch paar Tipps vor der Testrunde, welche gut genug war, um fürs nächste Rennen die Pole Position zu erreichen.
Harry baut das gewünschte Auto, jedoch laufen die ersten Rennen alles andere als zufriedenstellend. Es kommt zur Aussprache, bei der Harry versucht, Cole zu erklären, wie er fahren soll, doch Cole geht im Frust. In einer Bar kommt es zu einem klärenden Gespräch, bei dem Cole gesteht, dass er von Autos keine Ahnung hat. Harry und Cole machen einen Test auf einer Rennstrecke, Cole soll erst 50 Runden fahren, wie er es meint, und dann 50 Runden, wie Harry es möchte. Es zeigt sich, dass Harrys Methode nicht nur schneller, sondern auch schonender für die Reifen ist.
Das nächste Rennen findet auf dem Darlington International Speedway statt. Cole fährt ein gutes Rennen und revanchiert sich bei Rowdy für sein ständiges Auffahren. Die Wagen von Cole und Rowdy kommen nah zueinander, und Rowdys Fahrzeug dreht sich drei Runden vor Schluss, so dass Cole jetzt auf Platz 1 ist. Obwohl Cole zwischendurch zurückfällt, schafft er es, das Rennen zu gewinnen.
Die nächsten Rennen gewinnt Cole allesamt. Nach einem Unfall mit seinem Erzrivalen Rowdy Burns, der sich auf einer Ölspur dreht, landen die beiden im Krankenhaus. Cole wird von Dr. Claire Lewicki behandelt. Die beiden verlieben sich. Ihr Verhältnis gerät in eine Krise, als Claire dem an Allmachtsphantasien leidenden Cole an den Kopf wirft, er sei ein infantiler Egomane, und damit den Rennfahrer kurzzeitig aus der Bahn wirft. Seinen Platz im Team besetzt Russ Wheeler, jedoch hat Tim Daland die Idee, ein zweites Team zu bilden. Zwischen beiden Teams kommt es zu handfesten Streitigkeiten, woraufhin Tim das Team von Cole und Harry rauswirft.
In der Zwischenzeit geht es Rowdy immer schlechter, und er schluckt massenhaft Schmerzmittel. Cole überredet Rowdy, sich ins Krankenhaus einzuweisen. Nach einer Untersuchung bittet Rowdy Cole, sein Auto zu fahren, damit die Sponsoren zahlen. Cole lehnt zunächst ab, steigt aber dann in das Fahrzeug von Rowdy.
Es kommt zum letzten Rennen, wieder ist es Daytona, die Strecke wo alles begann. Obwohl es zwischendurch Probleme mit dem Getriebe des Fahrzeugs gibt, siegt Cole am Ende.

## Hintergrund
Der Film wurde in Phoenix (Arizona), in Florida, in North Carolina, in South Carolina, in Tennessee und in Utah gedreht. Seine Produktionskosten betrugen schätzungsweise 60 Millionen US-Dollar. Der Film spielte weltweit ca. 165,9 Millionen US-Dollar ein, darunter ca. 82,7 Millionen US-Dollar in den Kinos der Vereinigten Staaten.
Die Filmmusik stammt von Hans Zimmer, der bei den Aufnahmen Unterstützung von Jeff Beck bekam. Wie schon bei Top Gun waren auch auf diesem Soundtrack erfolgreiche Single-Auskopplungen vertreten, wie Guns N’ Roses mit dem Bob-Dylan-Song Knocking on Heavens Door und die Sängerin Maria McKee mit Show Me Heaven. Den Titelsong Last Note of Freedom sang der Whitesnake-Frontmann David Coverdale.
Tom Cruise stellte im Laufe der Dreharbeiten einen Rundenrekord auf dem Phoenix International Raceway in der Klasse „Fahrer ohne Lizenz“ auf.
Der US-amerikanische Journalist und Anti-Scientology-Blogger Tony Ortega behauptete 2015, Cruise habe Kidman im Film Todesstille gesehen und die Produzenten Bruckheimer und Simpson überzeugt, ihr die weibliche Hauptrolle als Neurochirurgin zu geben, obwohl sie mit 22 Jahren dafür zu jung gewesen sei. Cruise und Kidman begannen am Set eine Affäre, nach Cruises’ Scheidung von Mimi Rogers heirateten die beiden Ende 1990.

## Drehorte

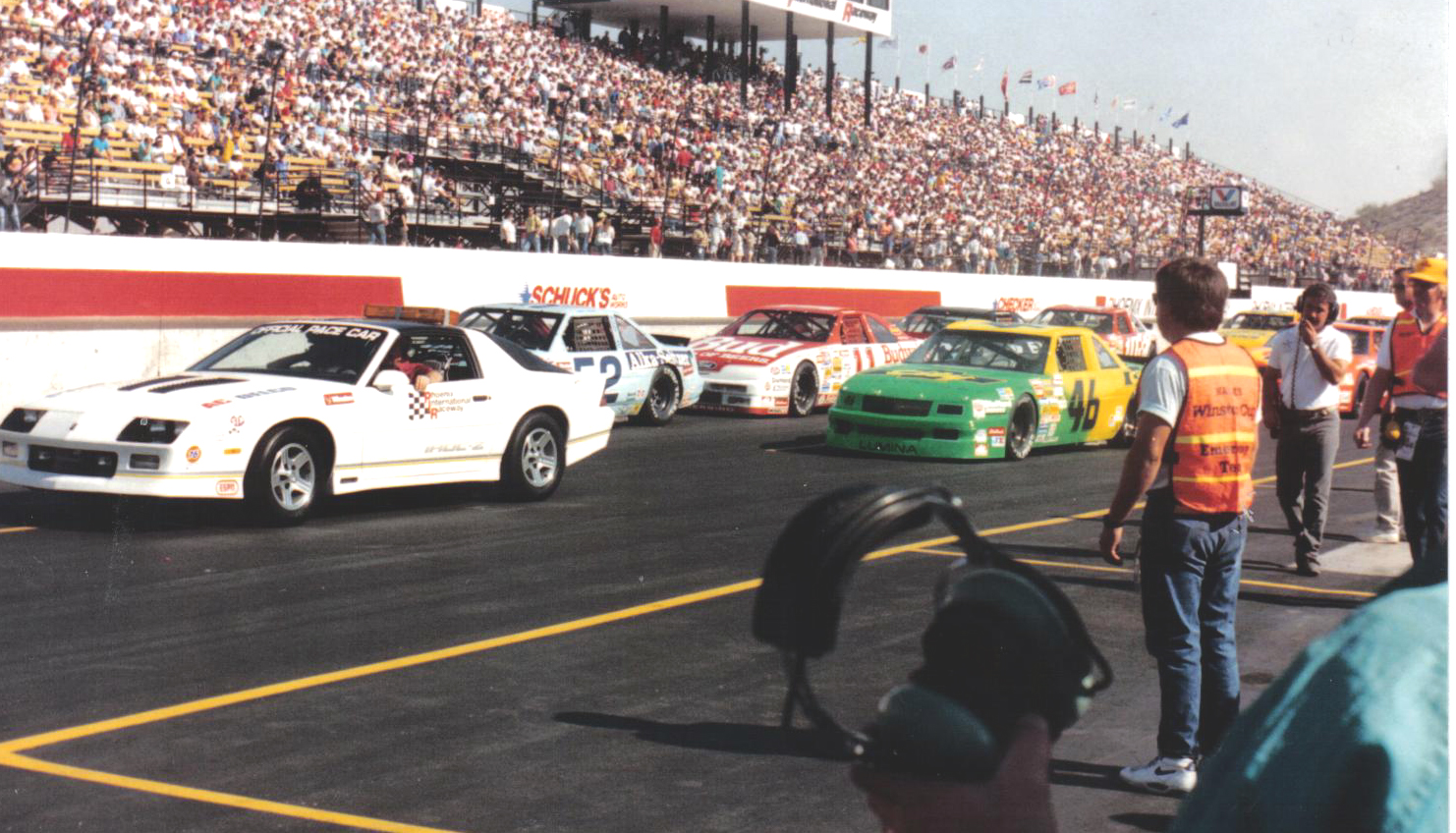
Dreharbeiten zu Tage des Donners 1989 auf dem Phoenix International Raceway

- Bristol, Tennessee, USA (Bristol Motor Speedway)
- Charlotte, North Carolina, USA (Charlotte Motor Speedway)
- Darlington, South Carolina, USA (Darlington Raceway)
- Daytona Beach, Florida, USA (Daytona International Speedway)
- DeLand, Florida, USA
- Florida, USA
- Magna, Utah, USA
- North Wilkesboro, North Carolina, USA (North Wilkesboro Speedway)
- Phoenix, Arizona, USA (Phoenix International Raceway)
- South Carolina, USA

## Kritiken
Roger Ebert schrieb in der Chicago Sun-Times vom 27. Juni 1990, dass viele Elemente des Films aus den früheren Filmen mit Tom Cruise wie Top Gun, Die Farbe des Geldes und Cocktail bekannt seien. Dazu würden gehören: Der von Cruise gespielte Charakter, sein älterer Mentor, eine attraktive Frau und ein Gegner. Diese Elemente würden in Tage des Donners eine „vorhersehbare Konstruktion“ bilden. Ebert lobte jedoch die Darstellungen von Robert Duvall und Michael Rooker.
Desson Howe verspottete in der Washington Post vom 29. Juni 1990 den „triumphierenden“ Ausgang des Films, die „machohaften“ Bilder im MTV-Stil und die für das junge Publikum bestimmte Musik. Er lobte das mit Humor versehene Drehbuch von Robert Towne, das Nicole Kidman zu Tom Cruise den Satz sagen lässt: „Du bist ein infantiler Egomane.“ Kurz darauf heiraten Kidman und Cruise.
„Die klischeehafte Action-Handlung um Stolz und schwererkämpfte Männerfreundschaft dient ausschließlich als Tummelplatz für überzogenen Männlichkeitswahn“, urteilte das Lexikon des internationalen Films, das weiterhin ausführte: „Lautstarke Technik und Hochglanz-Fotografie verdecken den Mangel an filmischer Innovation und Kreativität.“ Prisma nannte den Film ein „jämmerliches Rennfahrer-Spektakel“. Das Fazit der Kinozeitschrift Cinema lautete schlicht: „‚Top Gun‘ auf Rädern: laut, schnell und heiß.“

## Auszeichnungen
Der Film war in der Kategorie Beste Tonmischung für den Oscar  nominiert. Für die Musik gewann er den BMI Film & TV Award.

## Synchronisation
Die deutsche Synchronfassung entstand bei der Berliner Synchron GmbH Wenzel Lüdecke unter der Dialogregie von Jürgen Neu. Tom Cruise wurde dabei von seinem damaligen Standardsprecher Stephan Schwartz synchronisiert. Cary Elwes (Russ Wheeler) wurde hingegen von Cruise’ späterem Standardsprecher Patrick Winczewski gesprochen.
| Rolle              | Darsteller           | Synchronsprecher         |
| ------------------ | -------------------- | ------------------------ |
| Cole Trickle       | Tom Cruise           | Stephan Schwartz         |
| Dr. Claire Lewicki | Nicole Kidman        | Petra Barthel            |
| Harry Hogge        | Robert Duvall        | Friedrich Georg Beckhaus |
| Tim Daland         | Randy Quaid          | Andreas Mannkopff        |
| Russ Wheeler       | Cary Elwes           | Patrick Winczewski       |
| Rowdy Burns        | Michael Rooker       | Martin Keßler            |
| Big John           | Fred Dalton Thompson | Arnold Marquis           |
| Buck Bretherton    | John C. Reilly       | Stefan Fredrich          |
| Waddell            | J. C. Quinn          | Hans Nitschke            |